# Guerra eterna
Guerra eterna (The Forever War) è un romanzo di fantascienza del 1974 dello scrittore statunitense Joe Haldeman vincitore del Premio Nebula del Premio Locus e del Premio Hugo nel 1976.

## Storia editoriale
Joe Haldeman, già soldato del genio militare e gravemente ferito durante la guerra del Vietnam, iniziò a scrivere il romanzo nella primavera del 1971, inserendo in un'ambientazione fantastica le drammatiche esperienze belliche vissute in prima persona e descritte nel romanzo mainstream War Year (1972). Il romanzo completo, pubblicato in edizione paperback nel 1974, è stato anche stampato a puntate dal 1972 al 1975 sulla rivista Analog diviso in racconti non consecutivi:

- nel racconto Time Piece, scritto nell'estate del 1970, pubblicato in Francia nel 1973 nel numero di gennaio della rivista Galaxie con il titolo di Le temps démantelé par Joe[4], appare il personaggio di Mandella. Il testo, rielaborato, è parzialmente transitato nel racconto Hero;
- Soldato Mandella (Hero), pubblicata su Analog nel giugno 1972 e candidata al Premio Hugo per il miglior romanzo breve, appare nuovamente il personaggio di Mandella. Troviamo parte del racconto nel primo capitolo Private Mandella del romanzo;
- We are Very Happy Here, pubblicato sul numero di novembre 1973 della rivista Analog inserito, dopo rielaborazione, come secondo capitolo (Sergeant Mandella) del romanzo Guerra eterna;
- This Best of All Possible Worlds, pubblicato sul numero di novembre del 1974 di Analog, compone il capitolo Liutenent Mandella del romanzo;
- End Games, pubblicato nel 1975 sul numero di gennaio di Analog, corrisponde all'ultima parte del capitolo Major Mandella di Guerra eterna.

L'idea di Haldeman è sempre stata, sin dall'inizio, di comporre un'opera di lungo respiro incentrata sulla figura del soldato William Mandella, il cui nome è quasi l'anagramma dello stesso scrittore (Joe William Haldeman), e sulla guerra da lui combattuta: la decisione di pubblicare il romanzo spezzettato in vari racconti è stata dettata da esigenze editoriali ed economiche. Nella revisione del romanzo è intervenuta fortemente la mano di Ben Bova, l'allora responsabile editoriale di Analog.
La storia, ambientata in un lungo arco temporale a partire dalla fine del XX secolo, è accostabile, per l'ambientazione e il serrato stile narrativo, a un altro celebre testo della fantascienza militare, Fanteria dello spazio di Robert Heinlein del 1959, al quale si contrappone però nettamente per la visione ideologica di fondo. Il romanzo di Haldeman è scritto con uno stile crudo e graffiante, antiretorico e antimilitarista. Sono vari gli elementi in comune con molte opere sul Vietnam: i soldati mandati a morire in battaglia storditi dalle droghe; i massacri indiscriminati; le disinvolte sperimentazioni di armi e sostanze chimiche; la progressiva, inesorabile perdita dei propri compagni uccisi; le spaventose conseguenze sulla psiche dei sopravvissuti; la drammatica difficoltà dei reduci di reinserirsi nella società d'origine; le sistematiche manipolazioni dell'opinione pubblica da parte del governo, operate censurando le interviste dei reduci e controllando le notizie dei media.
Il romanzo ha vinto, nel 1976, il Premio Nebula per il miglior romanzo il Premio Locus per il miglior romanzo di fantascienza, il Premio Hugo per il miglior romanzo e il Ditmar Award, assegnato in Australia, per il miglior romanzo di fantascienza internazionale.
L'autore si è rifiutato per più di vent'anni di dare un seguito alla sua storia più celebre, malgrado le pressioni di editori e appassionati, fino agli anni novanta, quando ha scritto Pace eterna (Forever Peace, 1997), a sua volta vincitore dei premi Hugo e Nebula nel 1998, un romanzo legato al precedente per il tema ma con una diversa ambientazione, e quindi Missione eterna (Forever Free, 1999), la prosecuzione di Guerra eterna con gli stessi personaggi.

## Trama
Nell'anno 1997, solo pochi anni dopo aver scoperto il modo di solcare gli spazi interstellari, la civiltà umana è entrata in guerra con una vicina razza aliena, quella dei misteriosi ed inquietanti Taurani. Di loro non si sa nulla, e nemmeno è noto chi sia stato il primo a sparare. Non esiste comunicazione tra umani e Taurani.
A causa della coscrizione obbligatoria, il giovane William Mandella ha dovuto abbandonare i suoi primi studi universitari per essere trasformato in un soldato perfetto, con il condizionamento mentale. Le reclute iniziano a morire durante l'addestramento. Gli altri, la maggior parte almeno, nel giro di poche battaglie. I pochi che sopravvivono senza impazzire vengono ricondizionati e promossi, e via di seguito.
La guerra viene descritta come una infinita serie di sanguinarie battaglie condotte con tecnologie avanzatissime ma combattute al suolo su pianeti gelati o asteroidi inospitali senza nome - veri incubi criogenici - prigionieri di una scomoda, enorme tuta corazzata, intervallate solo da lunghissimi viaggi a velocità quasi-luce (il che comporta, per effetto relativistico, una dilatazione temporale rispetto al resto dell'Universo) con i soldati rinchiusi dentro cuccette anti-accelerazione, per spostarsi da una stella all'altra.
Mandella torna sulla Terra una prima volta in licenza ma nel frattempo la società è cambiata radicalmente a causa della sovrappopolazione: ora è popolata da cloni omosessuali, e le tendenze eterosessuali dei veterani vengono viste con ironia, se non sospetto. Inoltre ai reduci è di fatto precluso ogni tipo di impiego civile, si cerca di tenerli legati "volontariamente" all'esercito per utilizzarli in nuove missioni nell'incessante, interminabile guerra spaziale. Il fatto che Will e Marygay, entrambi combattenti, abbiano formato una coppia stabile è di secondaria importanza per le autorità militari, che li separeranno per una nuova missione verso angoli sempre più remoti dello spazio e del tempo.
Solo alla fine della vicenda ai due protagonisti sarà possibile ritirarsi, quasi per caso, su un pianeta riservato alle persone eterosessuali, mantenuto come "riserva genetica" per la razza umana, che nel frattempo è arrivata ad essere costituita da un unico clone di un unico individuo, nella duplice versione maschile e femminile. L'identità tra tutti gli esseri umani li porta a trovarsi in una situazione di empatia reciproca che sconfina nella telepatia, con una perdita del senso di identità individuale che sconcerta il protagonista: è stata proprio tale trasformazione, d'altra parte, a permettere all'umanità di concludere la pace con i Taurani, che si trovano da millenni in una situazione simile.
Il soldato Mandella sopravvive fino alla fine della guerra, che per lui è terminata milleduecento anni dopo, per l'accumularsi delle dilatazioni temporali dovute a effetti relativistici. Una volta edotto sulla situazione attuale della Terra e delle sue colonie scopre che anche la sua partner, Marygay Potter, è sopravvissuta e l'aspetta da 261 anni su una navetta temporale sul pianeta Middle Finger dove l'eterosessualità è ancora la norma. Il romanzo termina con la nascita del figlio dei due il 14 febbraio del 3143.

## Altri media
Il fumettista Marvano in collaborazione con lo stesso Haldeman ha scritto un graphic novel estratto dal romanzo.

## Edizioni
- Joe Haldeman, The Forever War, 1974,  p. 236, ISBN 0-312-29890-0.
- Joe Haldeman, Guerra eterna, traduzione di Roberta Rambelli, introduzione di Riccardo Valla, Cosmo. Collana di Fantascienza, n. 59, Milano, Editrice Nord, gennaio 1977.
- Joe Haldeman, Guerra eterna, traduzione di Roberta Rambelli, SF Narrativa d'Anticipazione, n. 22, Milano, Editrice Nord, ottobre 1980.
- Joe Haldeman, Guerra eterna, traduzione di Roberta Rambelli, introduzione di Riccardo Valla, Cosmo Oro, n. 159, Milano, Editrice Nord, dicembre 1996, ISBN 8842909440.
- Joe Haldeman, Guerra eterna, traduzione di Roberta Rambelli, introduzione di Valerio Evangelisti, collana Urania Collezione, n. 10, Milano, Arnoldo Mondadori Editore, novembre 2003, ISSN 17216427 (WC · ACNP).